# Carlos Guido y Spano

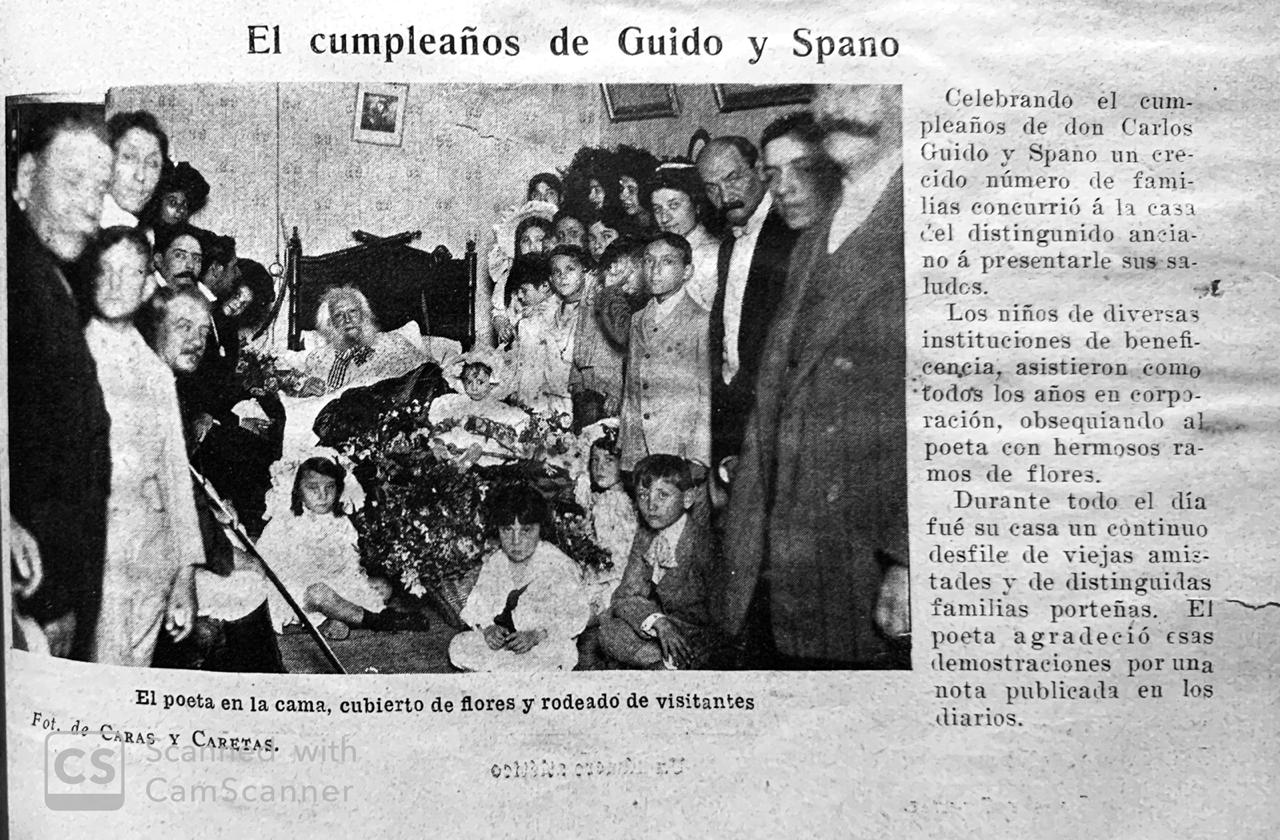

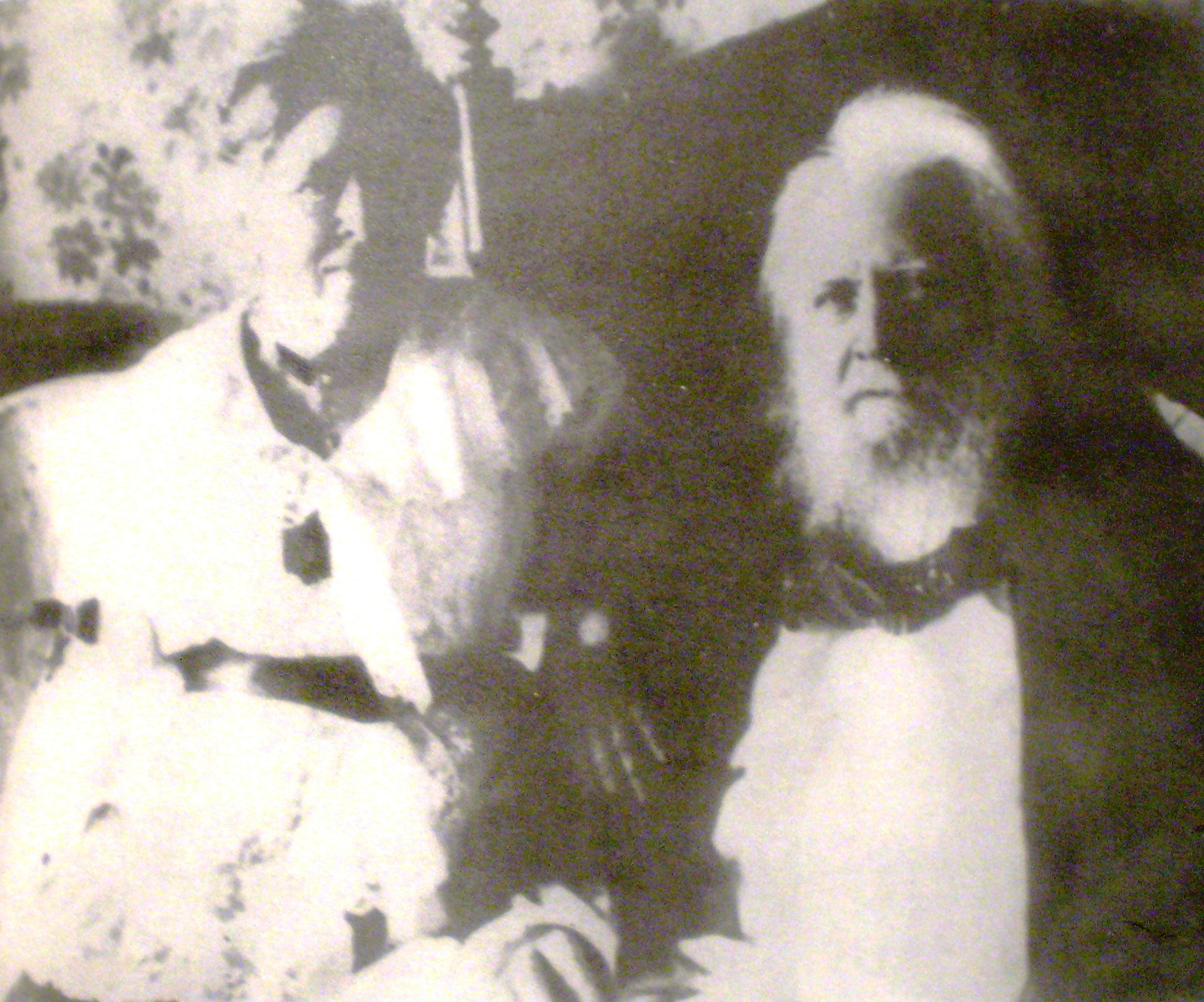
Carlos Guido y su esposa Micaela Lavalle.

Carlos Rufino Pedro Ángel Luis Guido Spano, más conocido como Carlos Guido Spano (Buenos Aires, 19 de enero de 1827-Buenos Aires, 25 de julio de 1918), fue un poeta argentino cultor del romanticismo.

## Biografía

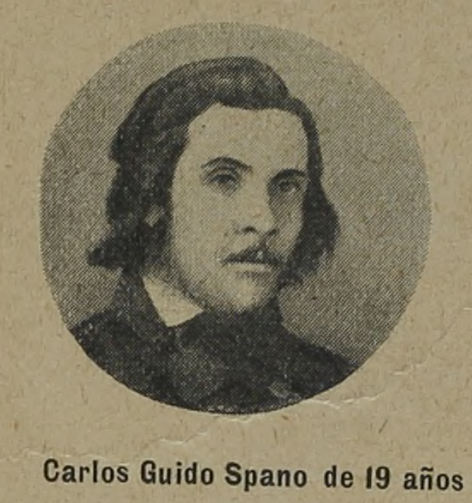
Carlos Guido Spano a los 19 años.

Fue hijo del general Tomás Guido (militar de las guerras de la independencia y amigo de José de San Martín) y de María del Pilar Spano y Ceballos (Concepción, Chile; 13 de octubre de 1800-Buenos Aires, 25 de enero de 1868), hija del coronel Carlos Spano. Tuvo tres hermanos: José Tomás, Eduardo y Pilar.
El 15 de abril de 1866, publicó un folleto de 114 páginas a través del cual daba rotunda oposición a la Guerra contra el Paraguay, así como otros ilustres de la época: Juan Bautista Alberdi, José Hernández, lo que causó que fuese preso por orden de Bartolomé Mitre el 26 de julio de 1866.
Su padre había hecho expresa su voluntad de ser enterrado bajo las piedras de su querida cordillera de los Andes, por lo que —para poder enterrarlo en Buenos Aires— Guido hizo traer piedras 1200 km desde la cordillera para construir con sus propias manos el sepulcro de su padre.
Guido plasmó su obra poética en dos obras: Hojas al viento (1871) donde recopiló sus poemas desde 1854 y Ecos lejanos (1895).
Es conocido su poema Trova:
He nacido en Buenos Aires.
¡Qué me importan los desaires
con que me trate la suerte!
Argentino hasta la muerte,
he nacido en Buenos Aires.
En 1864, Guido reclamó que su padre había sido el verdadero autor (y no San Martín) del plan de cruzar la cordillera de los Andes, tomar Chile a los españoles y atacar desde el mar la base militar española en Lima (Perú). La pretensión fue rechazada con ira.
Incursionó en la prosa en 1879, con la edición de Ráfagas, obra que contiene críticas literarias y de la sociedad y personajes de su época, así como referencias autobiográficas.
Durante su vida ocupó varios cargos oficiales: director del Archivo General de la Nación y vocal del Consejo Nacional de Educación. Fue cofundador de la Sociedad Protectora de Animales (26 de noviembre de 1879). Se opuso a la Guerra contra Paraguay (1865-1870).
Falleció en Buenos Aires el 25 de julio de 1918 y fue enterrado en el Cementerio de la Recoleta.

## Influencia
Dice Carlos Dámaso Martínez en la antología Poesía latinoamericana del siglo XIX (Buenos Aires: Centro Editor de América Latina, 1979): «Permaneció fiel a un romanticismo inicial aunque tardío, de rasgos elegantes, atenuados y sobrios».

## Obras
- El gobierno y la Alianza. Carlos Guido y Spano. 114 páginas. Editorial La América de De Vedia. 15 de abril de 1866
- Nenia. Carlos Guido y Spano. 1871 (canción fúnebre al Paraguay).
- Libro publicado en italiano sobre el IV Centenario del descubrimiento de América.America nel IV Centenario della sua scoperta. 1886